# João Bórgia (infante romano)
João Bórgia (em italiano: Giovanni Borgia), chamado o Infante Romano ("o Menino de Roma"; março de 1498-1548), foi alegado por inimigos dos Bórgia como sendo o filho de Lucrécia Bórgia, mas foi provavelmente um filho ilegítimo do próprio Papa. O Papa Alexandre VI emitiu duas bulas papais, ambas em 1 de setembro de 1501, e em cada uma das quais é atribuído um pai diferente a João Bórgia. A primeira destas bulas, declara o menino como um filho bastardo de César Bórgia, solteiro no momento, e uma mulher (desconhecida como era típico em tais casos), também solteira.
A segunda declara o menino, em vez disso, filho do Papa Alexandre. A segunda bula aparece para completar e corrigir a primeira.
O papa estava proibido pelo direito canônico de reconhecer publicamente filhos e não queria que João Bórgia sofresse em sua herança como uma consequência. Precisamente na mesma data, os arranjos finais foram feitos um para noivado de Lucrécia Bórgia com Afonso I d'Este, duque de Ferrara.
Também tem sido sugerido por historiadores que João Bórgia foi um filho duma suposta relação incestuosa entre Lucrécia Bórgia, quer com seu irmão César, quer com seu pai, o Papa Alexandre VI, ou, inclusivamente filho dum seu camareiro, de nome Pedro Calderón ou Piero Calderone, chamado Pierotto.
O Papa Alexandre VI, em duas bulas excomungou os membros das famílias Savelli e Colonna e confiscou suas propriedades, nomeando, desta forma, João Bórgia como herdeiro do ducado de Nepi, uma propriedade importante para a família Bórgia; e também duque de Palestrina em 17 de setembro de 1501. João Bórgia ostentou vários outros títulos, incluindo o senhorio de Vetralla, mas nunca conseguiu tomar posse de seus títulos. Depois de uma carreira servindo como um funcionário menor na Cúria Papal e na corte da França, ele não conseguiu ganhar muito poder e acabou por morrer relativamente desconhecido, com três filhas que herdaram seus títulos.
Faleceu na cidade de Gênova, em novembro de 1548. Quando morreu, era embaixador do Papa Paulo III.

## Na cultura popular
Hella S. Haasse construiu um romance histórico em torno da figura de João Bórgia, The Scarlet City (1952).
No cenário histórico da franquia de videojogos Assassins Creed, João Bórgia é retratado como a criança que nasceu do amor entre Lucrécia Bórgia e Perotto Calderon, um mensageiro que era secretamente um membro dos Assassinos, que estavam trabalhando para derrubar seus inimigos jurados, os Templários (atualmente liderado pelos Bórgia). João nasce mal formado e considerado com probabilidade de morrer em poucos dias, mas é curado por um poderoso artefato. Ele é criado pela família Bórgia, com César Bórgia posando como seu pai e Lucrécia como sua tia. Para fugir da vida que César estava preparando para ele, João foge da Itália para se juntar a Francesco Vecellio, suplente de Calderón, na Ordem dos Assassinos. Posteriormente João serve como um agente para os Assassinos, que tem uma afinidade por artefatos de poder. Por exemplo, em 1520, ele se apresenta como um cronista na primeira viagem de Hernán Cortés para o México (testemunhando La Noche Triste), onde ele obtém uma caveira de cristal. Em 1527, ele encontra Paracelso e auxilia na criação de uma pedra filósofal. Após várias aventuras retorna a Itália aonde tenta uma carreira política.
Em 2011 a série de televisão The Borgias, João é retratado como o filho de Lucrécia (interpretado por Holliday Grainger) e um jovem chamado Paolo, que é, então, assassinado por seu irmão, Juan.